# Талапкер (Цілиноградський район)
Талапке́р (каз. Талапкер) — село у складі Цілиноградського району Акмолинської області Казахстану. Адміністративний центр та єдиний населений пункт Талапкерської сільської адміністрації.
Населення — 7969 осіб (2021; 3111 у 2009, 501 у 1999, 565 у 1989).
Національний склад станом на 1989 рік:
- казахи — 100 %.